# Kevin Bridges
Kevin Andrew Bridges (født 13. november 1986) er en skotsk standupkomiker. Hans tv-serie Kevin Bridges: What's the Story? (2012) var baseret på hans standupmateriale.
Han har deltaget i adskillige panelshows på tv, heriblandt Would I Lie to You?, Have I Got News for You, 8 Out of 10 Cats, 8 Out of 10 Cats Does Countdown, og han har optrådt i Live at the Apollo og Michael McIntyre's Comedy Roadshow.

## Stand-up DVD'er
| Titel                              | Udgivet          | Noter                         |
| ---------------------------------- | ---------------- | ----------------------------- |
| The Story So Far...Live in Glasgow | 22 November 2010 | Live at Glasgow's SECC        |
| The Story Continues...             | 12 November 2012 | Live at Glasgow's SECC        |
| A Whole Different Story            | 23 November 2015 | Live at Glasgow's Hydro Arena |
| The Brand New Tour                 | 7 December 2018  | Live at Glasgow's Hydro Arena |